# Pieter Ecrevisse
Pieter Ecrevisse (Obbicht, 3 juni 1804 - Eeklo, 26 december 1879) was een Nederlandse onderwijzer, leraar, jurist, uitgever en auteur. Hij vestigde zich aanvankelijk als advocaat in Sittard, waar hij huwde met de koopmansdochter Hubertine Burgens (1808-1871). Na de Belgische Opstand koos hij in 1839 voor de Belgische nationaliteit. Hij werd vrederechter in Eeklo en politicus. Hij stichtte het weekblad De Eeclonaar en schreef onder meer historische romans. 

## Biografie

### Leraar
Pieter Ecrevisse was de zoon van Hermanus Franciscus Dominicus Ecrevisse (1774-1829) en Marie Geertruide Claassens (1763-1821), die in Obbicht een papiermolen uitbaatten. Hij kwam als 3-jarige jongen met zijn rechterhand onder de stamphamer van de molen terecht en verloor daarbij de drie laatste vingers. Zijn vader achtte hem daarom ongeschikt voor het te verrichten handwerk in zijn bedrijf en het leek hem daarom beter dat Pieter ging studeren. 
Nadat Ecrevisse in Born de lagere school had gevolgd, kreeg hij in Grevenbicht bij pastoor Stanislav van Cooth les in Latijn en Grieks. Als zestienjarige werd hij leraar oude talen aan de abdijschool van Godsdal in Aubel. In 1826 behaalde hij het nog nieuwe diploma voor onderwijzer. In 1827 werd de school in Aubel opgeheven en trok hij naar Amsterdam, waar hij in 1828 ter bekostiging van zijn studie les gaf in wis-, natuur- en scheikunde aan de kostschool van de linguist A.C. Oudemans.
Twee jaar later begon Ecrevisse een studie rechten aan de Rijksuniversiteit Leuven. In die periode gaf hij in Charleroi onderwijs in Nederlandse letterkunde en wiskunde. In 1833 als doctor in de rechten afgestudeerd, keerde hij terug naar zijn geboortestreek en vestigde zich als advocaat aan de Helstraat in Sittard. Daarnaast gaf hij les in handel, boekhouden en wiskunde aan het plaatselijke College van Andreas Kallen en was hij korte tijd gemeenteraadslid. In 1837 gaf hij de Nieuwe Sittardsche Almanak uit. 

### Eeklo
Ecrevisse was een fel voorstander van aansluiting van Limburg bij België. Na de opsplitsing van de provincie Limburg in 1839 verliet hij Sittard uit angst voor represailles en week hij uit naar Belgié. Hij koos voor de Belgische nationaliteit en werd nog datzelfde jaar benoemd tot vrederechter in Eeklo. In 1840 werd hij provincieraadslid voor de provincie Oost-Vlaanderen met de steun van de orangisten. Deze functie zou hij bekleden tot 1848. Hij was de eerste, die in de provincieraad in het Vlaamsch het woord voerde.
Hij was actief in literaire kringen en richtte in 1846 het anti-Franse Brusselse tijdschrift De Vlaemschen Stem op, waar men pleitte voor samenwerking tussen liberalen en katholieken. In 1848 stichtte hij het weekblad De Eecloonaar. Hij bleef echter maar één jaar actief als hoofdredacteur, terwijl het blad zelf bleef bestaan tot in 2009. Daarmee was dit het oudste weekblad in België.
Nadat het ambt van vrederechter niet meer verenigbaar was met dat van provincieraadslid werd hij in 1848 verkozen tot lid van de Eeklose gemeenteraad. Daarnaast was hij ook literair actief zowel in verenigingen en als schrijver van novellen en historische verhalen. Zijn werken waren vooral Limburgse romans die verwezen naar zijn vroegere geboortestreek. Eeklo en het Meetjesland kwamen weinig in zijn werken voor. Zijn eerste roman was De Teuten en verscheen in 1844. Deze werd gevolgd door De Bokkerijders in het Land van Valkenburg en De verwoesting van Maastricht, beiden uit 1845.
Tussen 1858 en 1864 was hij zeer actief en trad geregeld als spreker op. Tijdens congressen toonde hij zich een warm pleitbezorger van de Vlaamse Gedachte. Hij werd in die tijd, samen met Hendrik Conscience, de meest populaire schrijver in het Nederlandse taalgebied. Hij breidde zijn oeuvre uit met de romans De Drossaert Clerckx (1846), Het Meilief van Geleen (1858), De gebroeders De Witt (1860), De Stiefzoon (1861) en De Nicht uit de Kempen en met sagen zoals Het Geschenk van Koning Sanderbout en De man zonder kop te Stockem.
Zijn werken hadden weinig psychologische diepgang, maar genoten een langdurige populariteit. Een verklaring hiervoor is dat ze met veel vaart en verve zijn verteld.
In zijn laatste levensjaar schreef hij zijn autobiografie, speciaal voor zijn kinderen. In 1884 werd zijn volledige oeuvre uitgegeven.

## Werken
- De Teuten (1844, omgewerkt tot De drossaerd Clercx, 1846)
- De bokkenryders in het land van Valkenberg (1845)
- De verwoesting van Maestricht (1845)
- Jacob van Artevelde (1845)
- Egmond's einde (1850)
- Het meilief van Geleen (1858)
- De gebroeders De Witt (1859)
- De vadermoorder (1859)
- De kanker der steden (1860)
- De stiefzoon (1861)
- De nicht uit de Kempen (1864)
- Het geschenk van koning Sanderbout (sage)
- De man zonder kop te Stockem (sage)
- Volledige werken (1884)

## Speciale uitgaven
(ter gelegenheid van zijn 100ste sterfdag) 
- De bokkerijders (1979)
- Vier verhalen uit het land van Zwentibold (1979)

## Eerbetoon
In zijn geboorteplaats Obbicht staat langs de weg naar Nattenhoven een gedenksteen voor Pieter Ecrevisse, geplaatst ter gelegenheid van de herdenking van zijn honderdste sterfdag in 1979.
Ook in Eeklo staat er een gedenksteen in het park aan het Jan Frans Willemsplein, terwijl in deze stad de Pieter Ecrevissestraat naar hem genoemd.